# Bogusławie
Bogusławie [bɔɡuˈswavjɛ] (German Birkenwalde) là một ngôi làng thuộc khu hành chính của Gmina Stepnica, thuộc hạt Goleniów, West Pomeranian Voivodeship, ở phía tây bắc Ba Lan. Nó nằm khoảng 2 kilômét (1 mi)  phía đông Stepnica, 16 km (10 mi) về phía tây bắc của Goleniów và 27 km (17 mi) phía bắc thủ đô khu vực Szczecin.
Trước năm 1945, khu vực này là một phần của Đức. Sau Thế chiến II, người dân bản địa Đức bị trục xuất và thay thế bằng người Ba Lan. Đối với lịch sử của khu vực, xem Lịch sử của Pomerania.
Ngôi làng có dân số 260 người.